# IBM Personal Computer

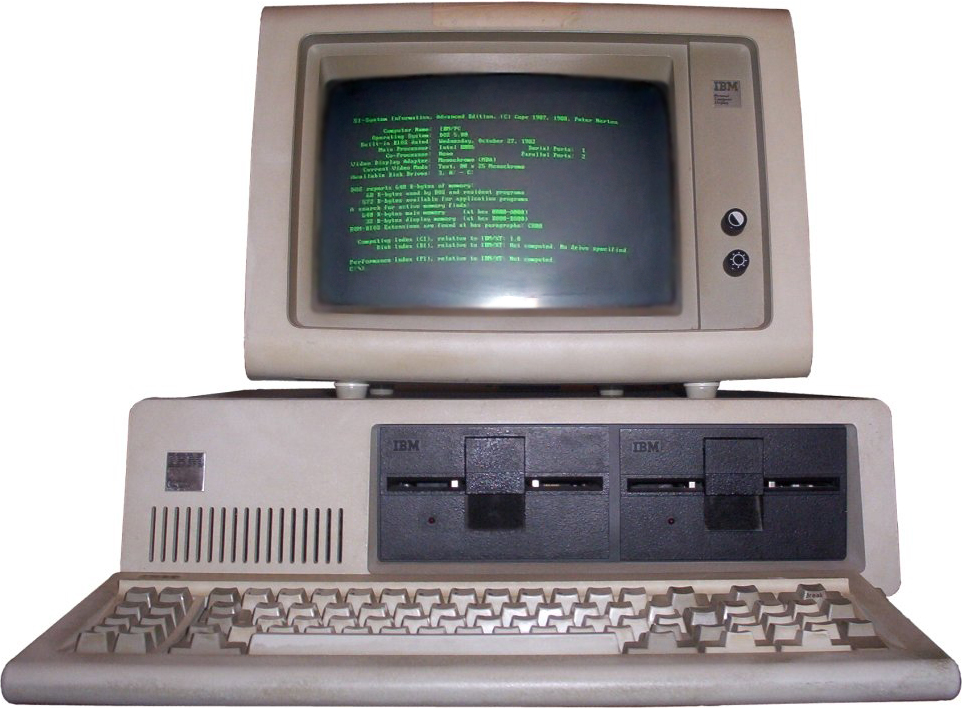
IBM PC 5150

IBM Personal Computer (Osobní počítač IBM, též IBM PC) bylo v informatice označení pro první verzi počítače, který byl společně se svými nástupci později označován jako počítače IBM PC kompatibilní. Počítač, jenž byl představen 12. srpna 1981 pod modelovým číslem 5150, byl vytvořen týmem inženýrů a designérů pod vedením Dona Estridge z IBM Entry Systems Division v Boca Raton na Floridě.
Termín „osobní počítač“ (stejně jako „mikropočítač“ a „domácí počítač“) byl používán již před rokem 1981. Tento název zavedla firma Xerox PARC svým počítačem Xerox Alto v roce 1972. Vzhledem k úspěchu osobních počítačů od firmy IBM byly dále kompatibilní počítače označovány jako „mikropočítač IBM PC“.

## Původ IBM PC
Stolní kalkulačky řady HP 9800 programovatelné jazykem BASIC byly firmou Hewlett-Packard uvedeny na trh v roce 1972. Na jejich základě firma IBM uvolnila v roce 1975 vlastní model s označením IBM 5100, který mohl být programován též v jazyce BASIC nebo APL. Počítač měl vestavěný monitor, klávesnici a paměť pro ukládání dat. Byl velmi drahý (až 20 000 dolarů). Byl speciálně navržen pro profesionální a vědecké řešitele problémů a ne pro firemní uživatele nebo fandy.
Model IBM 5150 z roku 1981 byl prvním modelem z řady IBM PC. Svým označením byl sice zařazen do série jako nástupce modelu IBM 5100, ale jeho architektura byla od tohoto modelu odlišná (16bitová platforma x86). Úkolem modelu IBM 5150 bylo obsazení vznikajícího trhu s osobními počítači, kterému v té době vévodilo Commodore PET, Atari, Apple II, Tandy Corporation TRS-80 a různé počítače se systémem CP/M.
Proto IBM nechtělo jít klasickou cestou, jako ostatní společnosti. Sestavila proto speciální tým s oprávněním obejít klasické postupy uvnitř společnosti, jehož cílem bylo dostat v omezeném čase rychle něco levného a dostatečného na trh. Tento projekt dostal krycí jméno „Project Chess“ (šachy) a byl přidělen do IBM Entry Systems Division v Boca Raton na Floridě. Tým se skládal z dvanácti lidí, byl veden Donem Estridgeem a šéfdesignerem Lewisem Eggebrechtem. Počítač vyvíjeli přibližně rok. K dosažení tohoto cíle se rozhodli, že postaví stroj z dílů od mnoha různých výrobců vybavení (OEM) a zemí. Předtím si IBM vždy vyvíjela své vlastní komponenty. Také se rozhodli pro „otevřenou architekturu“, aby ostatní výrobci mohli vyrábět a prodávat komponenty, periferie a kompatibilní software bez nákupu licence. Cena pro nejzákladnější IBM PC bez pevného disku byla stanovena na 1 565 dolarů.
V té době Don Estridge a jeho tým zvažoval, že použije procesor IBM 801 (raný RISC), který byl minimálně o řád silnější, než později vybraný procesor Intel 8088. Jako operační systém byl zvažován systém vyvíjený v „Thomas J. Watson Research Center“ v Yorktown Heights v New Yorku, který byl též o řadu let vyspělejší, než operační systém DOS od společnosti Microsoft, který byl nakonec vybrán. Vyloučením „in-house“ řešení z projektu práci v mnohém usnadnila a urychlila. Tím zabránili zpoždění v harmonogramu, ale konečné důsledky tohoto rozhodnutí pro IBM byly mnohem rozsáhlejší. IBM chvíli nato vyvinula mikropočítač DataMaster, který používá procesor Intel s periferními obvody. Obeznámenost s těmito čipy a dostupnost procesoru Intel 8088 byla rozhodujícím faktorem. Dokonce i 62pinové rozšiřující sloty sběrnice byly navrženy tak, aby se podobaly DataMaster slotům. Zpoždění kvůli „in-house“ vývoji softwaru DataMaster ovlivnilo další rozhodnutí týmu okolo zveřejnění technických specifikací.
Cílem firmy IBM bylo získat peníze licencováním základního software v počítači, tj. prodejem licencí na BIOS (BIOS je v IBM PC firmwarem).

## IBM PC kompatibilní počítače
Ostatní výrobci brzy pomocí reverzního inženýrství vyvinuli vlastní verze BIOSu, které byly identicky funkční, ale samostatně vyvinuté (kód původního BIOSu nebyl zkopírován, ale reimplementován na základě dostupných specifikací). Tím nebyla narušena práva IBM, výrobci nemuseli platit IBM licenční poplatky a cena BIOSu tím klesla (výrobcem byla například firma American Megatrends). Firma Columbia Data Products představila IBM PC kompatibilní počítač v červnu 1982, v listopadu 1982 představila firma Compaq první přenosný IBM PC kompatibilní počítač (první modely byly dodány v březnu 1983). Takové počítače byly též označovány jako klony IBM PC, vyráběly je i společnosti Dell, Compaq, Hewlett-Packard a další).
V klonech IBM PC nebyl interpret jazyka BASIC přítomen v BIOSu, takže počítač nebyl schopen činnosti bez existence operačního systému (BIOS ohlásil tuto skutečnost hlášením „No ROM BASIC“ a žádostí o vložení média se systémem). V osmdesátých a na počátku devadesátých let se většina článků o počítačích i většina návodů soustředila na IBM PC a kompatibilní počítače.

### Specifikace IBM PC
V počítači IBM PC byla použita grafická karta typu CGA, ke které mohl být připojen standardní televizor nebo RGB monitor IBM 5153. Druhou nabízenou možností byla grafická karta Monochrome Display Adapter (MDA) a monochromatický (černobílý) monitor IBM 5151. Obě grafické karty bylo možné používat zároveň, pokud to podporoval příslušný program, který byl v tu chvíli spuštěn, čehož využívaly aplikace AutoCAD, Lotus 1-2-3 a další. Obvykle byla grafika zobrazována na CGA monitoru a text (menu) na černobílém monitoru. Rozšíření způsobil fakt, že některé modely 5150 byly standardně dodávány s CGA a kvůli portu pro tiskárnu, který byl integrován na kartě MDA, byl k dispozici i černobílý adaptér.
Nejčastěji používané paměťové médium byla disketa, magnetofonová páska představovala lacinější úložné médium. Model IBM 5150 byl prodáván s jednou nebo dvěma 5,25″ disketovými mechanikami, případně se žádnou mechanikou (v tomto případě se předpokládalo připojení magnetofonové pásky pomocí DIN konektoru). Slot na pásku byl hned vedle portu pro klávesnici. Pevný disk nebylo možné doinstalovat do systému bez výměny zdroje za silnější. Bylo možné též nainstalovat rozšiřující jednotku IBM 5161 s 10 MB pevného disku a také možností doinstalovat druhý pevný disk. Na základní desce bylo pět rozšiřujících slotů. Na rozšiřující jednotce bylo dalších osm slotů. Nicméně, jeden slot ze základní desky a jeden z rozšiřující jednotky byl obsazen „Extender“ kartou a přijímací kartou, které byly potřeba pro připojení expanzní (rozšiřující) jednotky k řídicí jednotce. Na desce bylo 11 pracovních a rozšiřujících slotů. Některé sloty byly vyhrazeny pro displeje, disky a I/O adaptéry. Jediné sloty pro externí připojení konektorů na desce byly pro klávesnici, kazetový port a zvukové zařízení. Do původního PC byla vestavěná paměť 256 KiB. Tato paměť mohla být tvořena např. 64 KiB pamětí na základní desce a tří 64 KiB pamětí na rozšiřujících slotech. Procesor Intel 8088 taktovaný na 4,77 MHz (4/3 standardního NTSC kmitočtu barev o rychlosti 3,579545 MHz) byl použit ve verzi z roku 1978. Chipy dalších výrobců, jako například AMD, se používaly až po roce 1983. Někteří majitelé nahradili Intel 8088 modelem NEC V20, který měl rychlejší zpracování dat. Bylo možné též doplnit koprocesor Intel 8087. Firma IBM prodávala první IBM PC s konfigurací 16 nebo 64 KiB RAM, které se skládaly buď z devíti nebo třiceti šesti 16 KiB DRAM čipů (devátý bit je použit pro kontrolu parity paměti).
Poté, co se vyvinulo IBM XT, byly IBM PC desky nastaveny spíše jako lepší verze modelu XT a to XTS, kde se nacházela deska s 8 sloty, které byly konfigurované stejně jako RAM IBM XT (64 KiB u jednoho slotu, rozšiřitelná na 256 KiB po naplnění dalších 3 slotů).
Ačkoli video-kartou kompatibilní s televizí, portem pro pořipojení kazetového magnetofonu a certifikací Federální komise pro komunikace třídy B byl PC koncipován jako domácí počítač, byl pro trh domácích počítačů příliš drahý. Základní verze s monitorem, 64 KiB RAM a jednu 5,25 palcovou disketovou jednotku stála 3005 dolarů (tj. 7,257 amerických dolarů v dnešních dolarech). Nejlevnější konfigurace (za 1565 USD) s pouze 16 KiB RAM, bez disketové mechaniky a monitoru (předpokládalo se, že si uživatel připojí vlastní televizní přijímač a kazetový magnetofon jako médium pro ukládání dat) se ukázala jako neatraktivní. I když se IBM PC 5150 nestal nejprodávanějším domácím počítačem, jeho konfigurace s disketovými jednotkami zaznamenaly nečekaný úspěch.

## Nástupci

### XT
„IBM Personal Computer XT“, IBM model 5160, byl lepší stroj, který byl navržen pro diskety a pevné disky. Firma ho představila dva roky po zavedení „IBM Personal Computer“. Tento model měl osm rozšiřujících slotů s 10 MB místa na pevném disku (novější verze 20 MB). Na rozdíl od modelu 5150 PC, model 5160 XT již neměl kazetový jack (port), ale stále obsahoval zásobník Basicu v jednotce ROM. XT by mohl mít 256 KiB paměti na základní desce (při použití 64 KiB DRAM), pozdější modely byly rozšiřitelné na 640 KiB. (BIOS, adaptér a prostor pro ROM, včetně videokarty a RAM, které zaplňoval zbývajících 384 kB na jeden megabajt adresního prostoru procesoru 8088). Obvykle se model prodával s monochromatickým (černobílý) GDA displayem. Procesor 4,77 MHz Intel 8088 a rozšiřující 8bitová sběrnice XT (později 8-bit „Industry Standard Architecture“ (ISA), které konkurovali IBM). XT s rozšiřujícími sloty, které jsou umístěny blíže u sebe, než v původním PC. Toto způsobilo, že XT bylo na základních deskách neslučitelné s modelem 5150 a jeho základní desky. Sloty mezi kartami však byly kompatibilní, výjimečně se stalo, že muselo být použito více slotů 5150. V tomto případě karty mohly vyžadovat dva sloty na XT. XT byl rozšiřující slot pro strojírenské navrhování, a je ještě používán v roce 2011.

### XT/370
IBM Personal Computer XT/370 byl XT se třemi vlastními 8bitovými kartami. Procesor karty (370PC-P), obsahoval upravený čip Motorola 68000. Druhý čip (370PC-M) spojený s prvním obsahoval 512 KiB paměti. Třetí čip (PC3277-EM), byl 3270 emulátor terminálu, který požadoval nainstalovat systémový software pro VM/PC software ke správnému běhu procesorů.